# Corylopsis
Corylopsis (Siebold & Zucc., 1837) è un genere di piante appartenente alla famiglia delle Hamamelidaceae, diffuso in Asia orientale. La maggioranza delle specie si trovano in Cina ma ce ne sono alcune diffuse anche in Giappone, Corea e Himalaya.

## Tassonomia

### Specie
All'interno del genere Corylopsis sono attualmente classificate 24 specie:
- Corylopsis alnifolia (H.Lév.) C.K.Schneid.
- Corylopsis brevistyla H.T.Chang
- Corylopsis calcicola C.Y.Wu
- Corylopsis coreana Uyeki
- Corylopsis glabrescens Franch. & Sav.
- Corylopsis glandulifera Hemsl.
- Corylopsis glaucescens Hand.-Mazz.
- Corylopsis gotoana Makino
- Corylopsis henryi Hemsl.
- Corylopsis himalayana Griff.
- Corylopsis microcarpa H.T.Chang
- Corylopsis multiflora Hance
- Corylopsis obovata H.T.Chang
- Corylopsis pauciflora Siebold & Zucc.
- Corylopsis platypetala Rehder & E.H.Wilson
- Corylopsis rotundifolia H.T.Chang
- Corylopsis sinensis Hemsl.
- Corylopsis spicata Siebold & Zucc.
- Corylopsis trabeculosa Hu & W.C.Cheng
- Corylopsis veitchiana Bean
- Corylopsis velutina Hand.-Mazz.
- Corylopsis willmottiae Rehder & E.H.Wilson
- Corylopsis yui Hu & W.C.Cheng
- Corylopsis yunnanensis Diels

## Coltivazione e Uso
Sono spesso coltivate nei giardini grazie ai loro fiori gialli e profumati che sbocciano nel tardo inverno.